# Вестервілл (Огайо)
Вестервілл (англ. Westerville) — місто (англ. city) в США, в округах Делавер і Франклін штату Огайо. Населення — 39 190 осіб (2020).

## Географія
Вестервілл розташований за координатами 40°7′24″ пн. ш. 82°54′48″ зх. д. / 40.12333° пн. ш. 82.91333° зх. д. (40.123435, -82.913324).  За даними Бюро перепису населення США в 2010 році місто мало площу 32,66 км², з яких 32,30 км² — суходіл та 0,36 км² — водойми.

## Демографія
Згідно з переписом 2010 року, у місті мешкало 36 120 осіб у 13 859 домогосподарствах у складі 9800 родин. Густота населення становила 1106 осіб/км².  Було 14467 помешкань (443/км²).
Расовий склад населення:
| - 88,6 % — білих - 6,4 % — чорних або афроамериканців - 2,3 % — азіатів - 0,2 % — корінних американців |

До двох чи більше рас належало 2,1 %. Частка іспаномовних становила 1,9 % від усіх жителів.
За віковим діапазоном населення розподілялося таким чином: 22,4 % — особи молодші 18 років, 63,3 % — особи у віці 18—64 років, 14,3 % — особи у віці 65 років та старші. Медіана віку мешканця становила 41,2 року. На 100 осіб жіночої статі у місті припадало 88,5 чоловіків;  на 100 жінок у віці від 18 років та старших — 84,2 чоловіків також старших 18 років.
Середній дохід на одне домашнє господарство  становив 99 154 долари США (медіана — 82 121), а середній дохід на одну сім'ю — 117 513 долари (медіана — 102 292). Медіана доходів становила 64 876 доларів для чоловіків та 52 456 доларів для жінок. За межею бідності перебувало 6,7 % осіб, у тому числі 7,9 % дітей у віці до 18 років та 8,1 % осіб у віці 65 років та старших.
Цивільне працевлаштоване населення становило 19 947 осіб. Основні галузі зайнятості: освіта, охорона здоров'я та соціальна допомога — 25,0 %, фінанси, страхування та нерухомість — 13,1 %, науковці, спеціалісти, менеджери — 13,0 %.